# اتفاق أروشا
اتفاق أروشا أو اتفاقية السلام والمعروف أيضًا باسم اتفاق أروشا للسلام أو مفاوضات أروشا، عبارة عن مجموعة من خمس اتفاقيات (أو بروتوكولات) موقعة في أروشا، تنزانيا في 4 أغسطس 1993، من قبل حكومة رواندا والجبهة الوطنية الرواندية المتمردة التابعة لـ بول كاغامه، تحت الوساطة، لإنهاء حرب أهلية رواندية دامت ثلاث سنوات. نظمت في المقام الأول من قبل منظمة الوحدة الأفريقية ورؤساء دول الولايات المتحدة وفرنسا، بدأت المحادثات في 12 يوليو 1992، وانتهت في 4 أغسطس 1993، بتوقيع الاتفاقات.

## بنود الاتفاق
مُنحت الجبهة الوطنية الرواندية المشاركة في الجمعية الوطنية. واتفق الطرفان على أنه لن يُسمح لقوات الجبهة الوطنية الرواندية بالانضمام إلى الجيش الرواندي الوطني فحسب، بل تشكل على الأقل نصف مناصب الضباط. كما نصت الاتفاقات على إنشاء جيش مكون من 60% من القوات الحكومية و40% من الجبهة الوطنية الرواندية. كما تم الاتفاق على أن الحكومة الانتقالية والجمعية الوطنية لن يتم تأسيسهما قبل أكثر من 37 يومًا من توقيع الاتفاقيات.

## وصلات خارجية
- نص الاتفاق باللغتين الإنجليزية والفرنسية.